# Hayksee
Der Hayksee oder Hayqsee (Ge'ez ሐይቅ Haik, amh. „See“) ist ein Süßwassersee in Äthiopien.

## Beschreibung
Er befindet sich nördlich von Dese in der Debub-Wollo-Zone der Amhara-Region (kilil). Die Stadt Haik liegt südwestlich des Sees. Der Hayksee ist 6,7 km lang und 6 km breit, mit einer Fläche von 23 km². Er hat eine maximale Tiefe von 88 m und liegt auf einer Höhe von 1908 m.
Bei der deutschen Namensgebung handelt es sich um einen Fall von Tautologie, da das Wort Hayk im Amharischen so viel bedeutet wie See.

## Geschichte
Der Sage nach wurde der See geschaffen, um eine schwangere Frau zu rächen, die von einer Prinzessin ungerecht behandelt wurde. Gott war über diese Ungerechtigkeit empört und in seinem Zorn verwandelten sich alle Grundstücke in der Umgebung der Frau (außer dem Boden, auf dem sie saß) in Wasser und bildeten einen See, der die Prinzessin zusammen mit ihren Freunden und ihrer Familie vernichtete. Wo die schwangere Frau saß, entstand eine Insel (heute Halbinsel), wo Mitte des 13. Jahrhunderts von Iyasus Mo'a das Istifanos-Kloster (Stephanoskloster) gegründet wurde.
Ein ehemaliger Schüler von Iyasus Mo'a, Tekle Haymanot, gründete das Kloster von Debra Asbos (im 15. Jahrhundert umbenannt in Debre Libanos) in Shewa. Tekle Haymanot war einer von fünf jungen klugen religiösen Studenten, die die „fünf Lichter des Christentums“ für den Süden von Äthiopien wurden. Iyasus Mo'a spielte auch eine Rolle bei dem Sturz der Zagwe-Dynastie durch Yekuno Amlak und half bei der Wiederherstellung der Solomonischen Dynastie. Beim Aufstieg Yekuno Amläks auf den Thron wurde aus der Istifanos-Kirche das Istifanos-Kloster.
Die Kirche wurde um das 8. Jahrhundert während des Aksumitischen Reiches gegründet und war die erste in der Provinz Amhara. Die Ereignisse im Umfeld der Gründung sind jedoch nicht klar. Einige Legenden berichten, dass es einen aksumitischen Palast in Ambasselle gegenüber dem modernen Istifanos-Kloster auf der anderen Seite des Sees gab. Imam Ahmad Gragn plünderte und brannte diese Kirche im November 1531 nieder. Die Legende besagt, dass die Könige und Fürsten, die in dem Palast lebten, die Kirche gründeten. Die Ruinen der Kirche sind heute noch sichtbar.
Der erste Europäer, von dem man weiß, dass er den See sah, war Francisco Álvares, der ihn am 21. September 1520 erreichte. Er berichtete, dass im See Nilpferde und Welse lebten und um ihn herum Zitronen und Orangen angebaut wurden.
Kurz vor seinem Regierungsantritt im Jahr 1606 marschierte Sissinios I. zum Hayksee-Gebiet, wo er eine Gruppe von  Oromo vertrieb, die in die Umgebung des Klosters Istifanos eingedrungen waren.